# Recchia simplicifolia
Recchia simplicifolia là một loài thực vật có hoa trong họ Surianaceae. Loài này được T. Wendt & E.J. Lott miêu tả khoa học đầu tiên năm 1985.